# Rolea, Șarhorod
Rolea (în ucraineană Роля) este un sat în comuna Hîbalivka din raionul Șarhorod, regiunea Vinnița, Ucraina.

## Demografie
Componența lingvistică a localității Rolea
     Ucraineană (99,5%)
     Alte limbi (0,5%)
Conform recensământului din 2001, majoritatea populației localității Rolea era vorbitoare de ucraineană (99,5%), existând în minoritate și vorbitori de alte limbi.